# Цю Айчжи
Цю Айчжи (кит. 丘愛芝; род. 1966) — тайваньский интерсекс-правозащитник, основатель организаций Oii-Chinese и Intersex Asia.

## Биография
В детстве родители подвергали Цю Айчжи хирургическим вмешательствам и гормонотерапии без получения у него информированного согласия.

## Правозащитная деятельность
Цю Айчжи основал Oii-Chinese, организацию, ставящей своей целью положить конец «нормализирующих» операций на интерсекс-детях, повысить осведомлённость о проблемах интерсекс-людей и улучшить политику государства по гендерным вопросам. В 2010 году Цю Айчжи начал кампанию «Обнимись с интерсекс-человеком» на ЛГБТ-параде. Организация также проводит лекции и работает с правительством.
В 2011 году Цю Айчжи выступал на первом Международном интерсекс-форуме, в 2015 году он присоединился к международному консультативному совету первого благотворительного Фонда по правам интерсекс-людей, созданного Astraea Lesbian Foundation for Justice. В том же году Цю Айчжи был избран в правление ILGA в качестве представителя ILGA Asia.